# Alexander Jukov

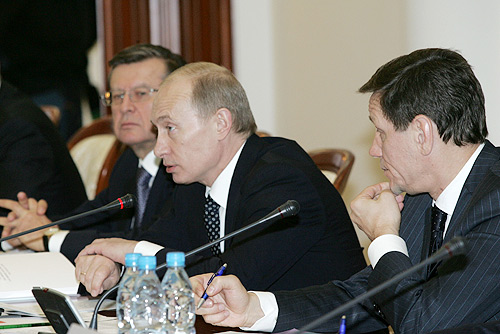
Alexander Jukov (à direita), junto com Vladimir Putin.

Alexander Dmitriyevitch Jukov (em russo:  Алекса́ндр Дми́триевич Жу́ков; Moscovo, 1 de junho de 1956) é um economista e político russo. Foi desde 9 de Março de 2004 a 20 de Dezembro de 2011 vice-primeiro-ministro da Rússia e foi membro da Duma (Assembleia Nacional da Rússia) entre 1994 a 2004. Desde então continuou a ser membro da Duma.